# 마지막 고해
"마지막 고해"(The Last Confession)는 지난 2016년 11월에 개봉한 대한민국 최초의 가톨릭단편 음악영화이자 팝페라테너 임형주가 데뷔 19년만에 처음으로 연기에 도전한 작품이다. 또한 해당 영화의 OST는 임형주의 정규 6집으로 발매되기도 했다.

## 캐스팅
- 임형주: 민세준(안토니오) 부제&신부 역
- 이가경: 한서연 역
- 백수장: 윤지호 역
- 어성욱: 이도현 역
- 이진구: 주임신부 역
- 고건: 황상규(베드로) 부제 역
- 전준영: 김섭(요한) 학사 역
- 김진주: 가게손님 역
- 안여진: 아르바이트생 역
- 김은경: 간호사 역

## 특별출연(우정출연)
- 서혜정: 세준어머니 역
- 예지원: 다니엘라 수녀 역
- 조혜련: 성당신자 역
- 진호현: 전준혁(라파엘) 부제 역